# Julio César de León
Julio César „Rambo” de León (ur. 13 września 1979 w Puerto Cortés) – honduraski piłkarz występujący na pozycji ofensywnego pomocnika.

## Kariera klubowa
Julio César de León zawodową karierę rozpoczął w 1996 w Platense Puerto Cortés, klubie ze swojego rodzinnego miasta. Grał tam do 2000, kiedy to przeprowadził się do Meksyku i podpisał kontrakt z FC Celaya. Jeszcze w trakcie sezonu 2000 de León powrócił jednak do Hondurasu, gdzie został graczem Olimpii Tegucigalpa. Rozegrał dla niej dwanaście meczów pierwszej lidze honduraskiej i strzelił dwie bramki, a następnie trafił do Regginy. W debiutanckim sezonie w barwach nowego klubu de León wystąpił w 29 spotkaniach drugiej ligi i razem z drużyną awansował do Serie A. W pierwszej lidze pełnił już jednak rolę rezerwowego, a jego miejsce w pierwszym składzie zajął Japończyk Shunsuke Nakamura.
W zimowym okienku transferowym w 2004 działacze Regginy wypożyczyli de Leóna do Fiorentiny, jednak tam Honduranin rozegrał tylko cztery mecze. W sezonie 2004/2005 wychowanek Platense grał w dwóch klubach – Catanzaro oraz Sambenedettese, natomiast podczas rozgrywek 2005/2006 reprezentował barwy Avellino i Teramo. Latem 2006 León powrócił do Regginy i zaliczył dla niej szesnaście występów w Serie A. 16 stycznia 2007 honduraski pomocnik za niecałe cztery miliony dolarów trafił do Genoi, gdzie od razu wywalczył sobie miejsce w wyjściowym składzie, a następnie razem z drużyną uzyskał awans do pierwszej ligi. W Serie A w sezonie 2007/2008 Genoa zajęła dziesiąte miejsce, a sam de León wystąpił w 29 pojedynkach i strzelił cztery gole.
6 lipca 2008 Honuranin odszedł do Parmy, gdzie w linii pomocy podczas rozgrywek 2008/2009 przyszło mu występować u boku takich graczy jak Andrea Pisanu, Alessandro Budel oraz Stefano Morrone. Razem z Parmą León zajął drugie miejsce w drugiej lidze i awansował do Serie A, jednak 28 sierpnia 2009 odszedł do spadkowicza z pierwszej ligi – Torino FC.
Latem 2010 León podpisał kontrakt z chińskim Shandong Luneng.

## Kariera reprezentacyjna
W reprezentacji Hondurasu de León zadebiutował w 1999. Razem z nią dotarł do ćwierćfinału Złotego Pucharu CONCACAF 2000, wystąpił na Igrzyskach Olimpijskich 2000, zdobył brązowy medal Copa América 2001, odpadł w rundzie grupowej Złotego Pucharu CONCACAF 2003 oraz został wyeliminowany w ćwierćfinale Złotego Pucharu CONCACAF 2007. Dla drużyny narodowej de León rozegrał już łącznie ponad 70 meczów i strzelił ponad dziesięć bramek.